# Jack Hermansson
Jack Berndhard Hermansson (Uddevalla, Suecia, 10 de junio de 1988) es un artista marcial mixto sueco-noruego que actualmente compite en la división de peso mediano de Ultimate Fighting Championship (UFC). Desde el 27 de agosto de 2024, está en la posición #11 del ranking de peso mediano de UFC.

## Primeros años
Nació y creció en Uddevalla, Suecia, el 10 de junio de 1988, con seis hermanos. Comenzó su carrera en las artes marciales en la lucha grecorromana en 1997, a la edad de 9 años. Más tarde, tras entrenar algo de Muay Thai y otras disciplinas, se pasó a las artes marciales mixtas en 2008. Es mitad alemán.

## Carrera de artes marciales mixtas

### Inicios
Se hizo profesional en 2010 y acumuló un récord de 5-0, todos ellos por paradas (4 KO, 1 sumisión), en poco más de un año. En su primer combate, ganó el título en la organización East Coast Fight Factory por un golpe de gracia en el tercer asalto. Otras dos victorias, ambas por KO, se produjeron en la primera promoción británica Cage Warriors.

### Bellator MMA
Tras el éxito de su carrera, fue fichado por Bellator MMA en 2012.
Se enfrentó a Daniel Vizcaya el 14 de diciembre de 2012 en Bellator 84. Perdió el combate por decisión dividida.
Se enfrentó a Jason Butcher el 21 de marzo de 2013 en Bellator 93. Perdió el combate por sumisión en el primer asalto. Esta sería su último combate en la promoción.

### Promociones independientes
Después de dos combates en el extranjero, volvió a Europa y a Cage Warriors.
Se enfrentó a Enoc Solves Torres el 22 de marzo de 2014 en Cage Warriors 66. Ganó el combate por TKO en el tercer asalto.
Se enfrentó a Ion Pascu el 18 de abril de 2014 en Cage Warriors: Fight Night 11. Ganó el combate por decisión unánime.
Se enfrentó a Norman Paraisy el 7 de junio de 2014 en Cage Warriors 69. Ganó el combate por sumisión en el cuarto asalto.
Se enfrentó a Deyan Topalski el 22 de agosto de 2014 en Cage Warriors 71. Ganó el combate por TKO en el primer asalto.
En febrero de 2015 la promoción Cage Warriors pasaría a estar inactiva tras el cambio del personal dirigente. No estaba claro cuándo y si la organización volvería a realizar nuevos eventos. Él mismo estaría fuera de combate debido a las lesiones durante casi un año.
Se enfrentó a Karlos Vemola el 1 de agosto de 2015 en Warrior Fight Series 4. Ganó el combate por sumisión en el primer asalto.
Se esperaba que se enfrentara a Kévin Del el 29 de noviembre de 2015 en Lion FC 6 por el campeonato promocional. Sin embargo, Del se retiró más tarde del combate alegando una lesión, y el combate se canceló por completo.
Se enfrentó a Maciej Rozanski el 12 de diciembre de 2015 en Venator FC 2. Ganó el combate por decisión unánime.
Debía defender su título de la WFS el 13 de febrero de 2016 en Warrior Fight Series 5. No se fijó ningún oponente, y más tarde se anunció por parte de la promoción que la defensa del título no se materializaría en ese evento.
El 11 de febrero de 2016, tras casi un año y medio de inactividad, Cage Warriors anunció su regreso. Defendió su título CWFC contra Alan Carlos en el primer evento tras el regreso de la promoción, el 15 de abril de 2016, en Cage Warriors 75. Ganó el combate por KO en el tercer asalto.
Se enfrentó a Ireneusz Cholewa el 21 de mayo de 2016 en Venator FC 3. Ganó el combate por TKO en el tercer asalto.

### Ultimate Fighting Championship

#### 2016
El 31 de mayo de 2016, se anunció que Hermansson había firmado con UFC. Hermansson hizo su debut  contra Scott Askham el 3 de septiembre de 2016, en UFC Fight Night 93. Ganó la pelea por decisión unánime.
Hermansson enfrentó a Cezar Ferreira el 19 de noviembre de 2016 en UFC Fight Night 100. Perdió la pelea por sumisión en el segundo asalto.

#### 2017
Hermansson enfrentó a Alex Nicholson el 28 de mayo de 2017, en UFC Fight Night 109. Ganó la pelea por TKO en el primer asalto.
Hermansson enfrentó a Brad Scott el 5 de agosto de 2017, en UFC Fight Night 114. Ganó la pelea por TKO en el primer asalto.
Hermansson enfrentó a Thiago Santos el 28 de octubre de 2017, en UFC Fight Night 119. Perdió la pelea por TKO en el primer asalto.

#### 2018
Hermansson enfrentó a Thales Leites el 12 de mayo de 2018, en UFC 224. Hermansson sufrió una grave lesión de costillas (separación costocondral) tras ser derribado en el primer asalto. Ganó la pelea por TKO en el tercer asalto.
Hermansson enfrentó a Gerald Meerschaert el 15 de diciembre de 2018, en UFC on Fox 31. Ganó el combate por sumisión en el primer asalto.

#### 2019
Hermansson enfrentó a David Branch el 30 de marzo de 2019, en UFC on ESPN 2 Ganó la pelea por sumisión en el primer asalto. Esta victoria lo hizo merecedor de su primer premio de Actuación de la Noche.
Hermansson enfrentó a Ronaldo Souza el 27 de abril de 2019, en UFC Fight Night 150. Ganó la pelea por decisión unánime.
El 17 de julio, se informó que Hermansson había firmado un nuevo contrato de 6 peleas con UFC.
Hermansson enfrentó a Jared Cannonier el 28 de septiembre de 2019, en UFC Fight Night 160. Perdió la pelea por TKO en el segundo asalto.

#### 2020
Se esperaba que Hermansson enfrentara a Chris Weidman el 2 de mayo de 2020, en UFC Fight Night: Hermansson vs. Weidman. Sin embargo, el 9 de abril, el presidente de la UFC, Dana White, anunció que el evento se cancelaba debido a la pandemia de COVID-19.
Hermansson enfrentó a Kelvin Gastelum el 19 de julio de 2020, en UFC Fight Night 172. Ganó la pelea por sumisión en el primer asalto.
Se esperaba que Hermansson enfrentara a Darren Till el 5 de diciembre de 2020, en UFC on ESPN 19. Sin embargo, Till se vio obligado a retirarse de la pelea el 6 de noviembre debido a una lesión y fue reeamplazado por Kevin Holland. La pelea con Holland se canceló el 28 de noviembre, cuando se reveló que Holland dio positivo por COVID-19. Hermansson finalmente  enfrentó a Marvin Vettori en el evento. Perdió la pelea por decisión unánime. Esta pelea lo hizo merecedor de su primer premio de Pelea de la Noche.

#### 2021
Se esperaba que Hermansson enfrentara a Edmen Shahbazyan el 15 de mayo de 2021, en UFC 262. Sin embargo, debido a dar positivo por COVID-19 la pelea fue pospuesto y se llevó a cabo el 22 de mayo de 2021, en UFC Fight Night 188. Ganó la pelea por decisión unánime.

#### 2022
Hermansson enfrentó a Sean Strickland el 5 de febrero de 2022, en UFC Fight Night 200. Perdió la pelea por decisión dividida.
Se esperaba que Hermansson enfrentara a Darren Till el 23 de julio de 2022, en UFC Fight Night 208. Sin embargo, Till se vio obligado a retirarse de la pelea debido a una lesión no revelada y Hermansson enfrentó en su lugar a Chris Curtis. Ganó la pelea por decisión unánime.
Hermansson estaba programado para enfrentar a Derek Brunson el 3 de diciembre de 2022, en UFC on ESPN 42. Sin embargo, Brunson se retiró de la pelea por una lesión no reveleada y fue reemplazado por Roman Dolidze. Hermansson perdió la pelea por TKO en el segundo asalto.

#### 2023
Hermansson estaba programado para enfrentar a Brendan Allen el 3 de junio de 2023, en UFC on ESPN 46. Sin embargo, Hermansson se retiró de la pelea a finales de abril por una lesión no revelada.

#### 2024
Hermansson enfrentó a Joe Pyfer el 10 de febrero de 2024, en UFC Fight Night 236. Ganó la pelea por decisión unánime.

## Vida personal
Se crio en Uddevalla, Suecia con sus cinco hermanos, antes de trasladarse a Noruega cuando tenía 19 años para encontrar trabajo. Se estableció en Oslo, donde también empezó a entrenar en MMA. Ha dicho que se identifica como sueco y noruego, y que cuando lucha representa tanto a Suecia como a Noruega. Antes de centrarse a tiempo completo en su carrera como luchador, tuvo varios empleos, como trabajar en una tienda de mascotas, ser camarero y como profesor sustituto.
Él y su novia, Nora, mantienen una relación desde 2012.
Hermansson compitió contra el también peleador de UFC Khamzat Chimaev en un combate de freestyle wrestling el 19 de noviembre de 2021, en el Bulldog Fight Night 9, con sede en Suecia, y perdió por 8-0 en puntos.

## Campeonatos y logros

### Artes marciales mixtas
- Ultimate Fighting Championship
  - Pelea de la Noche (Una vez) vs. Marvin Vettori[67]
  - Actuación de la Noche (una vez) vs. David Branch[89]
  - Mayor cantidad de golpes significativos en una pelea a 5 asaltos en peso mediano (148) vs. Ronaldo Souza[90]
- Cage Warriors
  - Campeonato de Peso Mediano de la CWFC (una vez)[91]
    - Dos defensas titulares exitosas[92]

  - Invicto en la CWFC (7-0)[93][94]
- Warrior Fight Series
  - Campeonato de Peso Mediano de la WFS (una vez)[95]
- East Coast Fight Factory
  - Campeonato de Peso Mediano de la ECFF (una vez)[96]
- Nordic MMA Awards - MMAViking.com
  - Peleador Revelación del año 2014[97]
  - Peleador Nórdico del año 2018[98]
  - Regreso del año 2018 contra Thales Leites[99]
  - Sumisión del año 2019 vs. David Branch[100]
  - Peleador del año 2019[101]
  - Sumisión del año 2020 vs. Kelvin Gastelum[102]
- CombatPress.com
  - Sorpresa del año 2019 vs. Ronaldo Souza[103]

### Submission Wrestling
- Oslo Submission Series
  - Ganador del Super Fight OSS 2 (2016)[104]

## Récord en artes marciales mixtas
| Récord profesional | Récord profesional | Récord profesional |
| 33 peleas          | 24 victorias       | 9 derrotas         |
| ------------------ | ------------------ | ------------------ |
| Nocaut             | 11                 | 4                  |
| Sumisión           | 6                  | 2                  |
| Decisión           | 7                  | 3                  |

| Resultado | Récord | Oponente           | Método                              | Evento                                      | Fecha                    | Ronda | Tiempo | Localización            | Notas                                                              |
| --------- | ------ | ------------------ | ----------------------------------- | ------------------------------------------- | ------------------------ | ----- | ------ | ----------------------- | ------------------------------------------------------------------ |
| Derrota   | 24–9   | Gregory Rodrigues  | KO (golpes)                         | UFC 317                                     | 28 de junio de 2025      | 1     | 4:21   | Las Vegas, Nevada       |                                                                    |
| Victoria  | 24–8   | Joe Pyfer          | Decisión (unánime)                  | UFC Fight Night: Hermansson vs. Pyfer       | 10 de febrero de 2024    | 5     | 5:00   | Las Vegas, Nevada       |                                                                    |
| Derrota   | 23–8   | Roman Dolidze      | TKO (golpes)                        | UFC on ESPN: Thompson vs. Holland           | 3 de diciembre de 2022   | 2     | 4:06   | Orlando, Florida        |                                                                    |
| Victoria  | 23-7   | Chris Curtis       | Decisión (unánime)                  | UFC Fight Night: Blaydes vs. Aspinall       | 23 de julio de 2022      | 3     | 5:00   | Londres                 |                                                                    |
| Derrota   | 22-7   | Sean Strickland    | Decisión (dividida)                 | UFC Fight Night: Hermansson vs. Strickland  | 5 de febrero de 2022     | 5     | 5:00   | Las Vegas, Nevada       |                                                                    |
| Victoria  | 22-6   | Edmen Shahbazyan   | Decisión (unánime)                  | UFC Fight Night: Font vs. Garbrandt         | 22 de mayo de 2021       | 3     | 5:00   | Las Vegas, Nevada       |                                                                    |
| Derrota   | 21-6   | Marvin Vettori     | Decisión (unánime)                  | UFC on ESPN: Hermansson vs. Vettori         | 5 de diciembre de 2020   | 5     | 5:00   | Las Vegas, Nevada       | Pelea de la Noche.                                                 |
| Victoria  | 21-5   | Kelvin Gastelum    | Sumisión (heel hook)                | UFC Fight Night: Figueiredo vs. Benavidez 2 | 19 de julio de 2020      | 1     | 1:18   | Abu Dhabi               |                                                                    |
| Derrota   | 20-5   | Jared Cannonier    | TKO (golpes)                        | UFC Fight Night: Hermansson vs. Cannonier   | 28 de septiembre de 2019 | 2     | 0:27   | Copenhague              |                                                                    |
| Victoria  | 20-4   | Ronaldo Souza      | Decisión (unánime)                  | UFC Fight Night: Jacaré vs. Hermansson      | 27 de abril de 2019      | 5     | 5:00   | Sunrise, Florida        |                                                                    |
| Victoria  | 19-4   | David Branch       | Sumisión (guillotine choke)         | UFC on ESPN: Barboza vs. Gaethje            | 30 de marzo de 2019      | 1     | 0:49   | Filadelfia, Pensilvania | Actuación de la Noche.                                             |
| Victoria  | 18-4   | Gerald Meerschaert | Sumisión (guillotine choke)         | UFC on Fox: Lee vs. Iaquinta 2              | 15 de diciembre de 2018  | 1     | 4:25   | Milwaukee, Wisconsin    |                                                                    |
| Victoria  | 17-4   | Thales Leites      | TKO (golpes)                        | UFC 224                                     | 12 de mayo de 2018       | 3     | 2:10   | Río de Janeiro          |                                                                    |
| Derrota   | 16-4   | Thiago Santos      | TKO (golpes)                        | UFC Fight Night: Brunson vs. Machida        | 28 de octubre de 2017    | 1     | 4:59   | São Paulo               |                                                                    |
| Victoria  | 16-3   | Brad Scott         | TKO (golpes)                        | UFC Fight Night: Pettis vs. Moreno          | 5 de agosto de 2017      | 1     | 3:50   | Ciudad de México        |                                                                    |
| Victoria  | 15-3   | Alex Nicholson     | TKO (golpes)                        | UFC Fight Night: Gustafsson vs. Teixeira    | 28 de mayo de 2017       | 1     | 2:00   | Estocolmo               |                                                                    |
| Derrota   | 14-3   | Cezar Ferreira     | Sumisión (arm-triangle choke)       | UFC Fight Night: Bader vs. Nogueira 2       | 19 de noviembre de 2016  | 2     | 2:11   | São Paulo               |                                                                    |
| Victoria  | 14-2   | Scott Askham       | Decisión (unánime)                  | UFC Fight Night: Arlovski vs. Barnett       | 3 de septiembre de 2016  | 3     | 5:00   | Hamburgo                |                                                                    |
| Victoria  | 13-2   | Ireneusz Cholewa   | TKO (golpes)                        | Venator FC 3                                | 23 de mayo de 2016       | 3     | 1:05   | Milán                   |                                                                    |
| Victoria  | 12-2   | Alan Carlos        | TKO (golpes)                        | Cage Warriors FC 75                         | 15 de abril de 2016      | 3     | 4:45   | Londres                 | Defendió el Campeonato de Peso Mediano de CWFC.                    |
| Victoria  | 11-2   | Maciej Różański    | Decisión (unánime)                  | Venator FC 2                                | 12 de diciembre de 2015  | 3     | 5:00   | Rímini                  |                                                                    |
| Victoria  | 10-2   | Karlos Vémola      | Sumisión (armbar)                   | Warrior Fight Series 4                      | 1 de agosto de 2015      | 1     | 2:08   | Londres                 | Ganó el Campeonato Vacante de Peso Mediano de WFS.                 |
| Victoria  | 9-2    | Deyan Topalski     | TKO (golpes)                        | Cage Warriors FC 71                         | 22 de agosto de 2014     | 1     | 4:09   | Amán                    | Defendió el Campeonato de Peso Mediano de CWFC.                    |
| Victoria  | 8-2    | Norman Paraisy     | Sumisión (rear-naked choke)         | Cage Warriors FC 69                         | 7 de junio de 2014       | 4     | 4:49   | Londres                 | Ganó el Campeonato Vacante de Peso Mediano de CWFC.                |
| Victoria  | 7-2    | Ion Pascu          | Decisión (unánime)                  | Cage Warriors FC: Fight Night 11            | 18 de abril de 2014      | 3     | 5:00   | Amán                    |                                                                    |
| Victoria  | 6-2    | Enoc Solves Torres | TKO (sumisión a golpes)             | Cage Warriors FC 66                         | 22 de marzo de 2014      | 3     | 4:36   | Ballerup                |                                                                    |
| Derrota   | 5-2    | Jason Butcher      | Sumisión (triangle choke)           | Bellator 93                                 | 21 de marzo de 2013      | 1     | 2:24   | Lewiston, Maine         |                                                                    |
| Derrota   | 5-1    | Daniel Vizcaya     | Decisión (dividida)                 | Bellator 84                                 | 14 de diciembre de 2012  | 3     | 5:00   | Hammond, Indiana        |                                                                    |
| Victoria  | 5-0    | Mike Ling          | KO (golpes)                         | Cage Warriors: Fight Night 2                | 8 de septiembre de 2011  | 1     | 3:30   | Amán                    |                                                                    |
| Victoria  | 4-0    | Andor Filo         | KO (puñetazo)                       | World FC 2: Bad Boys                        | 9 de julio de 2011       | 1     | 0:28   | Londres                 |                                                                    |
| Victoria  | 3-0    | Ali Arish          | KO (puñetazo y patada en la cabeza) | Cage Warriors: 41                           | 24 de abril de 2011      | 2     | 1:39   | Londres                 |                                                                    |
| Victoria  | 2-0    | Ian Farquharson    | Sumisión (rear-naked choke)         | Into the Cage 1                             | 20 de noviembre de 2010  | 1     | 0:43   | Andover                 |                                                                    |
| Victoria  | 1-0    | Chris Greig        | KO (puñetazo)                       | East Coast Fight Factory: Impact            | 1 de julio de 2010       | 3     | 0:46   | Norwich                 | Debut en peso mediano. Ganó el Campeonato de Peso Mediano de ECFF. |